# Szentlélek-templom (Csurgó)
A középkori eredetű Szentlélek-templom a Somogy vármegyei Csurgó egyik műemléke. A város északi részén, a településen áthaladó utak kereszteződésében egy kis dombon áll.

## Leírása
A templom tágas, négy keresztboltozatos térre tagolódó hajója és a hatszögzáródású, szűkület nélküli szentélye a 18. századból származik. Legrégebbi része a nyugati végén álló, téglából készült, támpilléres torony, amely lent négyszög keresztmetszetű, de a második emelet magasságában nyolcszögletűre vált. Falán lőrésszerű kis ablakok látszanak, kősisakja nyolclapú, gúla formájú. Ehhez hasonló, szintén Árpád-kori tornyok a szentföldi keresztes lovagok egykori birtokairól ismertek még: Somogyvámos (pusztatemplom), Aracsi pusztatemplom, Szeged (Dömötör-torony), Sopron (Szentlélek-ispotály), Mátyusföld (Erzsébet-kápolna), Gacsály és Somlyóújlak.
A csúcsát díszítő kettőskereszt szárához korábban egy olyan fémzászlócska volt erősítve, mint amilyen a lovagrendi templomoknál megszokott volt. Ma ez nem látható.

## Története
A templom a 13. században épült, de a török háborúk során tornya kivételével elpusztult. 1594-ben, amikor a város hat évre visszakerült magyar tulajdonba, a szentély és a sekrestye maradványaiból egy kis, új templomot létesítettek, ahol a Szentlélek tiszteletére emeltek oltárt. 1728-ban Festetics Kristóf vásárolta meg a csurgói birtokot, majd 1731-ben megkezdte a templom barokk stílusban történő, nyolc évig tartó újjáépítését. 1962-ben egy útépítés során a templomtól délre régi falmaradványok és sírok bukkantak elő, de részletes régészeti feltárást nem végeztek.